# Angèle Assélé
Angèle Assélé est une artiste musicienne gabonaise née le 23 décembre 1967 à Libreville.

## Biographie
Après avoir commencé sa carrière dans les années 1980, accompagnée de l'orchestre Les Diablotins,, Angèle Assélé a fêté ses 30 ans de carrière en 2015.
En 2023, elle occupe pendant quelques mois le poste de directrice générale des Arts et des industries culturelles du ministère gabonais de la Culture et des Arts,.

### Famille
Elle est la nièce de Patience Dabany.

## Distinctions
Angèle Assélé est artiste-ambassadrice de bonne volonté de l'Unesco.
En 2022, elle devient chevalier dans l'ordre national du Mérite.

## Discographie
- Esperancia (1984)
- Angèle Asselé et Les Diablotins (1985)
- Amour sans frontières (1985)
- Papi (1986)
- Feeling Love (1998)
- Essentiel (2014)